# スズキ・ZZ
ZZ（ジーツー）とは、かつてスズキが製造販売していた原付スクータータイプのオートバイである。なお本項では先代車種にあたるセピアZZ（セピア ズィーツー）についても解説する。

## セピアZZ
セピアは、従来のHi-UPシリーズの後継として1989年に登場した。直線基調のスタイリングを受け継ぎつつ、当時主流になりつつあったメットイン機能を採用した点が特徴と言える（前年の1988年に登場したアドレスも同様にメットイン機能を採用）。
セピアZZの前期モデル（CA1EB = AF50ZZ）は、セピアのスポーツモデルとして、1990年に発売された。基本モデルから0.2馬力増しの7.0馬力エンジンを搭載し、スズキのスポーツモデルとしてお馴染みのボトムリンク式フロントフォークとフロントディスクブレーキを装備（セピアはテレスコピックフォークとドラムブレーキ）。他社に先駆けてハイマウントストップランプを採用したこともあり（最初期モデルはリアスポイラーのみ）、装備の充実したハイスペックなモデルとしてヒット車種となった。
セピアZZの後期モデル（CA1HC = AJ50ZZ）は、セピアのモデルチェンジ（1993年）を受けて、同93年に発売された。エンジン出力が自主規制上限値の7.2馬力となり、スタイルも大幅に変更されている。
1990年代後半において、当時のスズキではアドレスシリーズをはじめ各種50ccクラスのスクーターを発売していたことから、ラインナップの整理を受ける形でセピアは販売終了することになった。その一方で、セピアZZについては人気が高かったことから、シリーズから独立して「ZZ」という単独車種へと昇格されることになった。

## ZZ
ZZ（CA1PB = AZ50R）は、2000年3月から発売が開始された（公式上は4月1日だが実際には3月下旬から市場に出回っていた）。セピアZZからの7.2馬力エンジンを受け継くとともに、「INCH UP SPORT」というサブネームが冠されている通り、軽量でシャープなデザインの12インチ6本スポークのアルミ製キャストホイールを前後輪に装備（一般的な50cc原付は10インチのスチール製ホイールを装備している）していることによるルックスの良さと、直進安定性の高さが最大のアピールポイントとなっていた。それに加えてサスペンションもショーワ製のゴールドアルマイト処理がされたものを装備して性能と共にファッション性も向上させたほか、シリーズの伝統である前輪ディスクブレーキ、リアウィング、ハイマウントストップランプも装備されるなど、「走り」と「見栄え」を高いレベルで両立させていた。50ccクラスの車両としては非常に豪華で充実した仕様ではあるが、その分定価は税込で約19万円、実売価格でも新車の場合15～17万円程度と価格も上昇してしまった。ベースとなる車種は従来のセピアからレッツIIに変更された。
原付スクーターとしては自主規制上限値の7.2馬力を発生する最後の車種であり、ハイパワーなエンジンと上質な足回りで人気を得たが、自動車排ガス規制強化に伴い2007年8月31日を以て生産終了となった。